# 유르고르덴

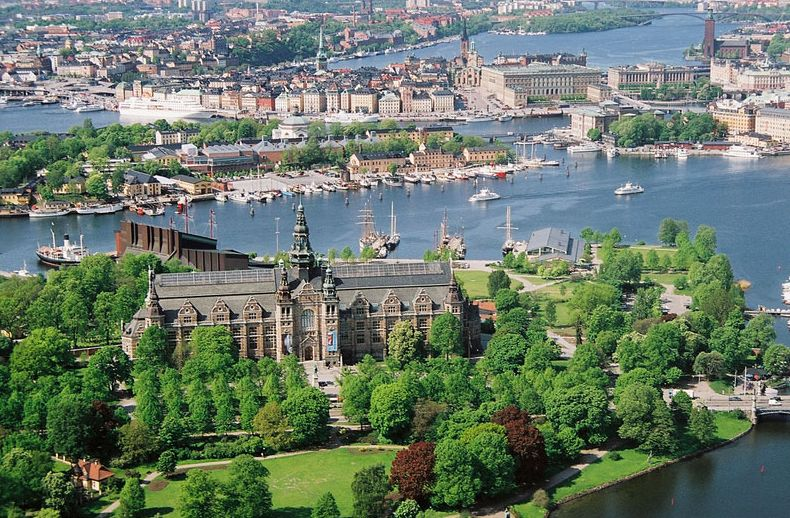
유르고르덴

유르고르덴(스웨덴어: Djurgården)은 스웨덴의 수도인 스톡홀름 중부에 위치한 섬이다. 유르고르덴은 스웨덴어로 "동물원"을 뜻한다. 역사적 건축물, 박물관, 전시관, 놀이공원, 야외 박물관 등으로 유명한 곳이다.

## 주요 관광지
- 릴리에발크 미술관
- 북유럽 박물관
- 놀이공원 그뢰나 룬드
- 야외 박물관 스칸센